# رايموند داماديان
رايموند فاهان داماديان (بالإنجليزية: Raymond Vahan Damadian)‏ (و. 1936 – م) وهو طبيب وممارس طب أمريكي من أصل أرمني ولد في يوم 16 مارس 1936 في مدينة نيويورك في الولايات المتحدة وهو مخترع أول جهاز رنين مغناطيسي، حيث كان بحثه يعمتد على قياس كمية الصوديوم والبوتاسيوم في الخلايا الحية، فاخترع جهاز الرنين المغناطيسي النووي مع شاشة لإظهار ما في داخل الجسم في سنة 1969 ويستخدم هذا الجهاز غالباً في كشف الأورام.

## التعليم
تعلم في مدرسة جوليارد، وجامعة ويسكونسن-ماديسون، وجامعة يشيفا كلية طب ألبرت آينستاين

## جوائز
حصل على جوائز منها:
- قلادة العلوم الوطنية الأمريكية في مجال التكنولوجيا والإبتكار
- القاعة الوطنية للمخترعين المشاهير
- جائزة لملسون ومعهد ماساتشوستس للتكنولوجيا [الإنجليزية]‏.